# Heinrich Eger von Kalkar
Heinrich Eger von Kalkar (auch Heinrich Egher, Heinrich von Calcar; * 1328 in Kalkar; † 20. Dezember 1408 in Köln) war ein deutscher kartäusischer Mystiker und Choraltheoretiker.

## Leben
Nach dem Besuch der Lateinschule in Kalkar studierte der 1328 ebenda geborene Heinrich Eger in Köln und Paris. 1356 wurde Eger in Paris Magister Artium, 1358/59 Magister regens. Ab 1363 lebte er als Kanoniker an der Kollegiatkirche St. Georg in Köln und an der Stiftskirche St. Suitbert in Kaiserswerth und trat 1365 in Köln in den Kartäuserorden ein, woraufhin er von 1367 bis 1372 Prior in Monnikhuizen bei Arnheim, dann Rektor in Roermond, von 1378 bis 1384 Prior zu St. Barbara in Köln und im Anschluss bis 1396 Prior in Marienberge bei Straßburg wurde. Von 1375 bis 1395 war Eger zudem als Visitator der Ordensprovinz Alemannia inferior tätig. 1396 zog er sich zurück und lebte bis zu seinem Tod 1408 als einfacher Mönch in der Kölner Kartause.
Heinrich Eger verfasste als Spätscholastiker, Choraltheoretiker und Mystiker musiktheoretische, juristische, historische und vor allem asketisch-mystische Schriften, von denen insbesondere letztgenannte großen Einfluss auf die religiöse Erneuerungsbewegung devotio moderna um den 1374 durch Heinrich Eger zur Einkehr bewogenen Geert Groote hatte.